# Cheap Thrills (cântec)

„Cheap Thrills” este un cântec al interpretei australiane Sia Furler realizat în colaborare cu Sean Paul sau în versiune solo. Acesta a fost lansat la data de 11 februarie 2016 ca cel de-al doilea extras pe single al celui de-al șaptelea album de studio, This Is Acting. Acesta a fost scris de către Sia Furler și Greg Kurstin.

## Videoclip
Un videoclip cu versuri pentru noua versiune realizată în colaborare cu Sean Paul a fost publicata la data de 10 februarie 2016, în care include un cuplu fără chip (interpretată de către dansatori Minn Vo și Stefanie Klausmann) care poartă niște peruci și câștigă un concurs de dans într-un spectacol alb-negru la o televiziune care aduce aminte de American Bandstand.
La data de 21 martie a fost publicat videoclipul official, regizat de Sia și Daniel Askill cu protagonista Maddie Ziegler care dansează împreună cu alți doi dansatori pe coreografia lui Ryan Heffington pe o scenă goală, în timp ce Sia cântă într-un colț. Revista americană Billboard a scris că „videoclipul prezintă același tip de coregrafie intensă, interesantă ca orice alte lucrări realizate de Sia. De data aceasta, Ziegler este susținută de alți doi dansatori, iar trio-ul pare să fuzioneze ca unul.” Revista Teen Vogue a lăudat interpretarea lui Ziegler, definind-o „puternică”.

## Ordinea pieselor pe disc
| Nr.                                    | Titlul                | Durată |
| -------------------------------------- | --------------------- | ------ |
| Descărcare digitală — prima versiune   |                       |        |
| 1.                                     | „Cheap Thrills” [A]   | 3:30   |
| Descărcare digitală — a doua versiune  |                       |        |
| 1.                                     | „Cheap Thrills” [B]   | 3:44   |
| EP — 1 distribuit în întreaga lume     |                       |        |
| 1.                                     | „Cheap Thrills” [C]   | 3:49   |
| 2.                                     | „Cheap Thrills” [D]   | 3:39   |
| 3.                                     | „Cheap Thrills” [E]   | 4:09   |
| 4.                                     | „Cheap Thrills” [F]   | 4:11   |
| 5.                                     | „Cheap Thrills” [G]   | 5:35   |
| 6.                                     | „Cheap Thrills” [H]   | 5:45   |
| 7.                                     | „Cheap Thrills” [III] | 5:16   |
| Descărcare digitală — a treia versiune |                       |        |
| 1.                                     | „Cheap Thrills” [J]   | 3:32   |

Specificații
| - A ^ Versiunea de pe albumul de proveniență, This Is Acting. - B ^ Versiunea în colaborare cu Sean Paul. - C ^ Remix „Hex Cougar”. - D ^ Remix „Le Youth”. - E ^ Remix „RAC”. | - F ^ Remix „Nomero”. - G ^ Remix „Sted-E & Hybrid Heights”. - H ^ Remix „Cyril Hahn”. - III ^ Remix „John J-C Carr”. - J ^ Versiunea în colaborare cu Nicky Jam. |

## Clasamente
| Țară (clasament)                               | Poziția maximă | Referință |
| ---------------------------------------------- | -------------- | --------- |
| Australia (ARIA Singles Chart)                 | 6              | [ 9 ]     |
| Austria (Ö3 Austria Top 40)                    | 1              | [ 9 ]     |
| Belgia – Flandra (Ultratop)                    | 3              | [ 10 ]    |
| Belgia – Valonia (Ultratop)                    | 1              | [ 10 ]    |
| Canada (Canadian Hot 100)                      | 1              | [ 11 ]    |
| Danemarca (Tracklisten)                        | 2              | [ 9 ]     |
| Elveția (Schweizer Hitparade)                  | 2              | [ 9 ]     |
| Elveția (Romandie charts)                      | 1              | [ 9 ]     |
| Finlanda (Suomen virallinen lista)             | 4              | [ 9 ]     |
| Franța (SNEP)                                  | 1              | [ 9 ]     |
| Germania (Official German Charts)              | 1              | [ 10 ]    |
| Irlanda (IRMA)                                 | 1              | [ 12 ]    |
| Italia (FIMI)                                  | 1              | [ 9 ]     |
| Norvegia (VG-lista)                            | 3              | [ 9 ]     |
| Noua Zeelandă (Recorded Music NZ)              | 3              | [ 9 ]     |
| Țările de Jos (Single Top 100)                 | 3              | [ 9 ]     |
| Portugalia (AFP)                               | 1              | [ 13 ]    |
| Regatul Unit (UK Singles Chart)                | 2              | [ 14 ]    |
| Republica Cehă (Singles Digitál Top 100)       | 1              | [ 15 ]    |
| România (Media Forest)                         | 1              | [ 16 ]    |
| Scoția (Scottish Singles Chart)                | 1              | [ 17 ]    |
| Spania (PROMUSICAE)                            | 3              | [ 9 ]     |
| Statele Unite ale Americii (Billboard Hot 100) | 1              | [ 18 ]    |
| Suedia (Sverigetopplistan)                     | 1              | [ 10 ]    |
| Ungaria (Single Top 40)                        | 2              | [ 19 ]    |

## Certificări și vânzări
| \| Țara \| Vânzări/ puncte \| Certificare \| Referințe \| \| -------------------------- \| --------------- \| ----------- \| --------- \| \| Australia \| +210.000 \| \| [20] \| \| Austria \| +30.000 \| \| [21] \| \| Belgia \| +60.000 \| \| [22] \| \| Canada \| +480.000 \| \| [23] \| \| Danemarca \| +60.000 \| \| [24] \| \| Germania \| +600.000 \| \| [25] \| \| Italia \| +350.000 \| \| [26] \| \| Noua Zeelandă \| +60.000 \| \| [27] \| \| Polonia \| +100.000 \| \| [28] \| \| Spania \| +160.000 \| \| [29] \| \| Suedia \| +160.000 \| \| [30] \| \| Regatul Unit \| +1.200.000 \| \| [31] \| \| Statele Unite ale Americii \| +2.000.000 \| \| [32] \| | Note - reprezintă „triplu disc de platină”; - reprezintă „disc de platină”; - reprezintă „dulu disc de platină”; - reprezintă „sextuplu disc de platină”; - reprezintă „triplu disc de aur”; - reprezintă „inseptit disc de platină”; - reprezintă „disc de diamant”; - reprezintă „cvadruplu disc de platină”; |             |           |
| Țara | Vânzări/ puncte | Certificare | Referințe |
| Australia | +210.000 |             | [ 20 ]    |
| Austria | +30.000 |             | [ 21 ]    |
| Belgia | +60.000 |             | [ 22 ]    |
| Canada | +480.000 |             | [ 23 ]    |
| Danemarca | +60.000 |             | [ 24 ]    |
| Germania | +600.000 |             | [ 25 ]    |
| Italia | +350.000 |             | [ 26 ]    |
| Noua Zeelandă | +60.000 |             | [ 27 ]    |
| Polonia | +100.000 |             | [ 28 ]    |
| Spania | +160.000 |             | [ 29 ]    |
| Suedia | +160.000 |             | [ 30 ]    |
| Regatul Unit | +1.200.000 |             | [ 31 ]    |
| Statele Unite ale Americii | +2.000.000 |             | [ 32 ]    |